# Larentia albalineata
Larentia albalineata är en fjärilsart som beskrevs av Alfred Philpott 1915. Larentia albalineata ingår i släktet Larentia och familjen mätare. Inga underarter finns listade i Catalogue of Life.